# アーチボルド・ミルマン

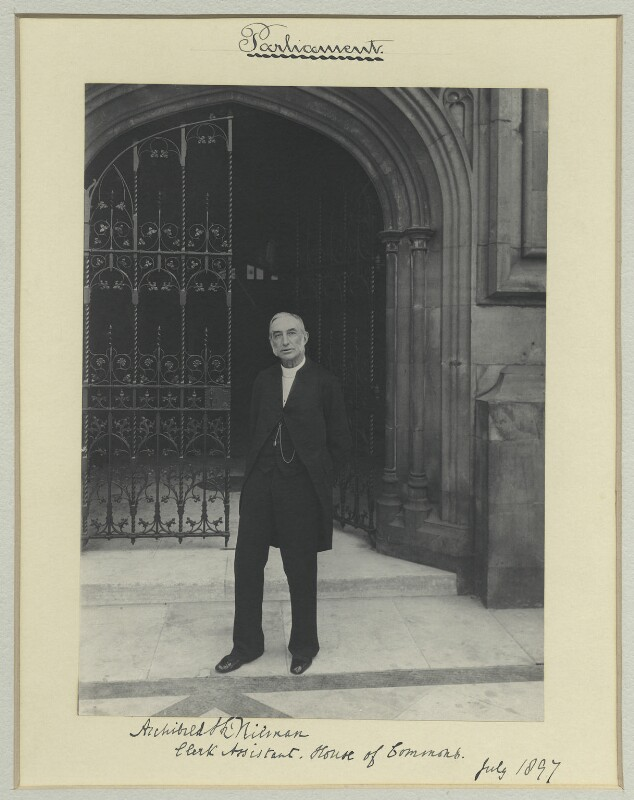
ジョン・ベンジャミン・ストーンによる肖像写真、1897年7月撮影。

サー・アーチボルド・ジョン・スコット・ミルマン（英語: Sir Archibald John Scott Milman KCB、1834年2月2日 – 1902年2月14日）は、イギリスの庶民院書記官（在任：1900年 - 1902年）。ミルマン準男爵家の出身。

## 略歴
ヘンリー・ハート・ミルマン（1791年 – 1868年、初代準男爵サー・フランシス・ミルマンの三男）の三男として、1834年2月2日にレディングで生まれた。1841年よりウェストミンスター・スクールで教育を受けた後、1851年12月3日にケンブリッジ大学トリニティ・カレッジに入学、1856年にB.A.の学位を、1859年にM.A.の学位を修得した。
1855年から1857年まで郵便局の事務員を務めた後、1857年に庶民院書記局に入り、1870年に書記官第二補佐（Second Clerk Assistant）に、1886年5月3日に書記官補佐（Clerk Assistant）に昇進した。1892年8月20日、バス勲章コンパニオンを授与された。1893年の第2次アイルランド自治法案が法案委員会で審議されたとき、ミルマンが書記官として委員会の議長ジョン・ウィリアム・メラーの隣に座っていた。すると、アイルランド選出の議員たちはミルマンがメラーの裁定に影響を与えているとして「議長を1人にしろ！」とヤジを飛ばした。メラーは動揺したが、ミルマンは平然としたという。
1900年2月12日より庶民院書記官を務めた。書記官としての職務の1つに議員から閣僚への質問を受け付けて、質問の形式を修正するというものがあった。この職務にあたり質問に現れる形容詞にことごとく青ペンシルで抹消線を引いたため、「形容詞の敵」と揶揄された。このほか、議員を静める手段について庶民院議長に教えたとアイルランド選出の議員から疑われたことがあり、トマス・セクストン議員に抗議されたことがあったが、ウィリアム・グラッドストンのとりなしで事なきを得た。
庶民院書記官に就任するごろには健康が悪化し、1902年1月に辞任して庶民院からの年金を受け入れた。1月21日、バス勲章ナイト・コマンダーを授与された。同年2月14日の午前4時半に病死した。

## 家族
1871年12月28日、スーザン・オーガスタ・カーター・ハンベリー（Susan Augusta Carter Hanbury、1928年9月16日没、ロバート・ハンベリーの長女）と結婚、6女をもうけた。
- リリアン・メアリー・ハート（Lilian Mary Hart、1872年10月9日[10] – 1960年4月21日[11]） - 1901年4月20日、エドワード・メリッシュ・クラーク（Edward Mellish Clark、1949年没、J・W・クラークの息子）と結婚、子供あり[9]
- マーガリッタ・ハリエット・ハート（Margarita Harriet Hart、1874年9月10日[10] – 1955年9月23日） - 1907年12月23日、リチャード・スワン・スワン＝メイソン（Richhard Swann Swann-Mason、1942年9月21日没）と結婚、子供あり[9]
- ヴァイオレット・エヴリン・ハート（Violet Eveline Hart、1875年9月22日[10] – 1944年10月） - 生涯未婚[9]
- ロザリンド・ルイーザ・ハート（Rosalind Louisa Hart、1877年11月5日[10] – 1956年1月22日） - 生涯未婚[9]
- エグランタイン・オリーヴ・ハート（Eglantine Olive Hart、1881年8月7日[10] – 1917年5月3日） - 生涯未婚[9]
- ダフニー・エレン・ダイアノーラ・ハート（Daphne Ellen Dianora Hart、1885年11月9日[10] – 1949年12月） - 生涯未婚[9]

## 関連図書
- de Cordova, Rudolph (1902). "The Late Sir Archibald Milman, K. C. B., Clerk of the House of Commons". The Strand Magazine (英語).